# Monique Hennagan
Monique Hennagan, née le 26 mai 1976 à Columbia, est une athlète américaine spécialiste du 400 m.
Elle a gagné sa première médaille en relais 4 × 400 m aux championnats du monde en salle de 1999. Aux Jeux olympiques d'été de 2000 à Sydney, elle est devenue championne olympique de cette discipline. Quatre ans plus tard, elle conserva son titre.

## Palmarès

### Jeux olympiques d'été
- Jeux olympiques d'été de 2000 à Sydney ( Australie)
  -  Médaille d'or en relais 4 × 400 m. Disqualifiée en 2008 à la suite du dopage de Marion Jones mais réintégrée en 2010 après décision du Tribunal arbitral du sport[1],[2]
- Jeux olympiques d'été de 2004 à Athènes ( Grèce)
  - 4e sur 400 m
  -  Médaille d'or en relais 4 × 400 m

### Championnats du monde d'athlétisme
- Championnats du monde d'athlétisme de 2001 à Edmonton ( Canada)
  - 4e en relais 4 × 400 m
- Championnats du monde d'athlétisme de 2007 à Osaka ( Japon)
  -  Médaille d'or du relais 4 × 400 m (a participé aux séries)

### Championnats du monde d'athlétisme en salle
- Championnats du monde d'athlétisme en salle de 1999 à Maebashi ( Japon)
  -  Médaille de bronze en relais 4 × 400 m
- Championnats du monde d'athlétisme en salle de 2001 à Lisbonne ( Portugal)
  - 5e sur 400 m
  - disqualifiée en finale du relais 4 × 400 m
- Championnats du monde d'athlétisme en salle de 2003 à Birmingham ( Royaume-Uni)
  - 5e sur 400 m
  -  Médaille de bronze en relais 4 × 400 m